# Christen Aagaard
Christen Lauritsen Aagaard (27. ledna 1616 Viborg, Jutsko – 5. února 1664 Ribe) byl dánský básník.

## Život
Narodil se roku 1616 jako syn kazatele ve Viborgu. Jeho bratrem byl spisovatel Niels Aagaard. V letech 1635 až 1639 Christen studoval v Kodani. Na této univerzitě se roku 1647 stal profesorem poezie. Roku 1651 byl jmenován rektorem koleje v Ribe. Od roku 1658 působil jako učitel teologie a kazatel ve Vester-Vedstedu. Zemřel roku 1664. Jeho latinské básně se vyznačují elegancí i stylovou čistotou, jako například sbírka básní Threni hyperborei (1648) k poctě zesnulého dánského krále Kristiána IV.

## Dílo
- Laurus cimbrica, poema heroicum de Victoria Christiani IV adversum classem Sueco-Batavam die 16 maj 1664 (Kodaň 1644)
- Threni hyperborei in exequias Christiani IV (Kodaň 1648)
- De Homagio Frederici III, Daniae et Norvegiae regis (Kodaň 1660)